# Aloencyrtus coelops
Aloencyrtus coelops är en stekelart som först beskrevs av James Waterston 1917.  Aloencyrtus coelops ingår i släktet Aloencyrtus och familjen sköldlussteklar. Inga underarter finns listade i Catalogue of Life.